# Alte Synagoge (Magdeburg)
Die Alte Synagoge Magdeburg war die Synagoge in Magdeburg. Sie befand sich in der Altstadt in der Großen Schulstraße 22 c.

## Erste Synagoge 957–1550
Eine erste urkundliche Erwähnung einer jüdischen Gemeinde in Magdeburg datiert bereits aus dem Jahr 965. Die Gründung der Gemeinde wird für 957 vermutet. Das jüdische Wohngebiet befand sich außerhalb der Stadt in der Nähe der Sudenburg etwa im Bereich des heutigen Hasselbachplatz. Im Jahr 1492 erfolgte eine Vertreibung sämtlicher Juden. Die ursprüngliche Synagoge wurde zu einer christlichen Kirche mit dem Patrozinium der Jungfrau Maria, die jedoch im Zuge der Belagerung Magdeburgs durch Moritz von Sachsen 1550/51 zerstört wurde.

## Neubeginn 1705
Bis 1704 gab es keine ansässige jüdische Bevölkerung in Magdeburg mehr. 1705 ließ sich dann Abraham Liebermann als Schutzjude mit einem Handelshaus in der Stadt nieder. In der Folgezeit entstanden erste Betstuben in der Kleinen Münzstraße Nr. 5 und der Prälatenstraße Nr. 27.

## Neubau 1850
Durch das Anwachsen der jüdischen Gemeinde in Magdeburg bedingt wurde am 18. Februar 1849 bei der Stadt die Genehmigung zum Bau eines Gotteshauses beantragt. Nach erfolgter Genehmigung wurde in der Großen Schulstraße (heutige Julius-Bremer-Straße) am 19. September 1850 der Grundstein gelegt und am 14. September 1851 durch den Rabbiner Ludwig Philippson die Weihe vollzogen.
Das Gebäude wies Elemente der Neugotik auf und wurde als imponierend, herrlich aber einfach, groß, schlank und mit der Front zur Straße beschrieben.

## Umbau 1897

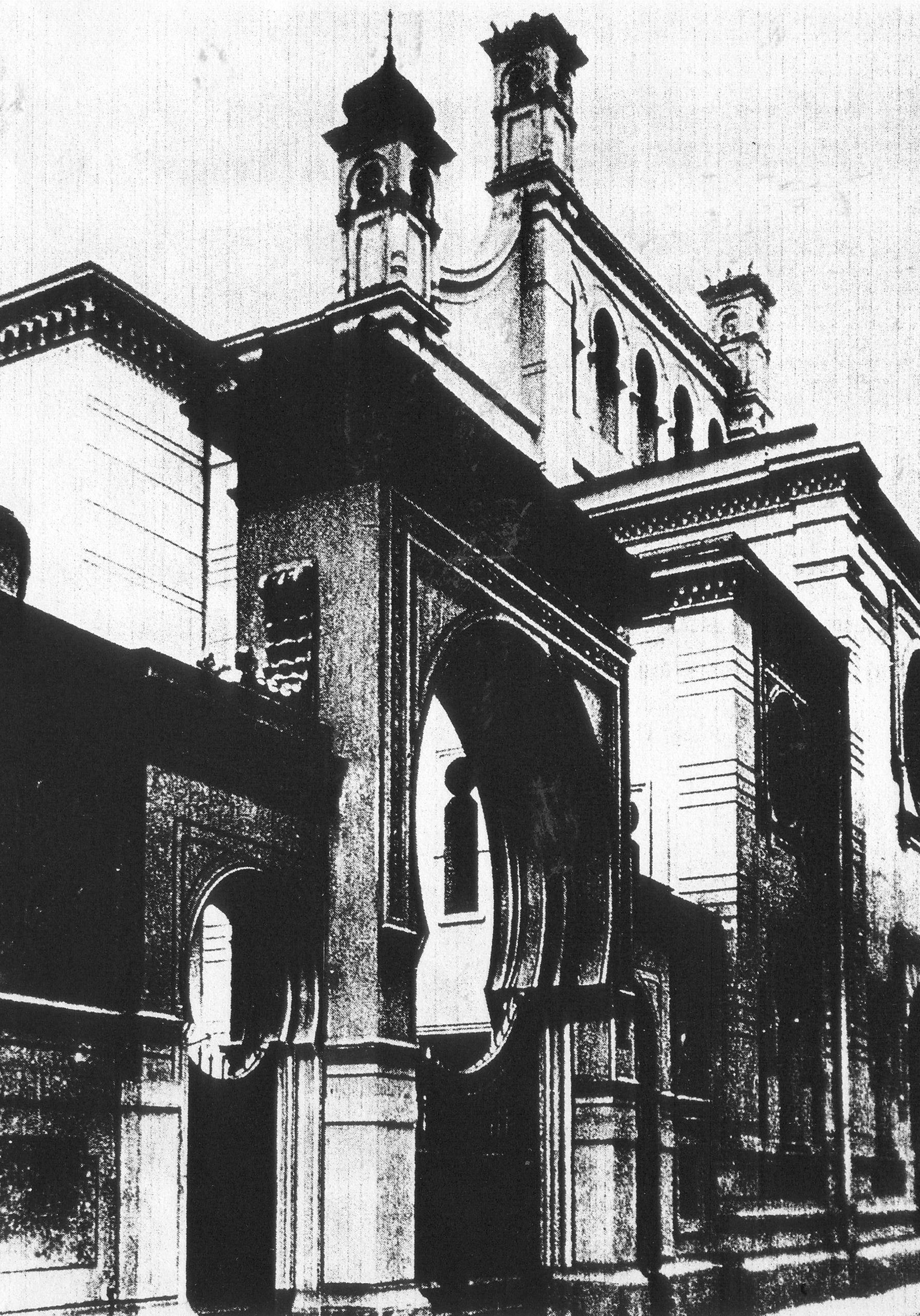
Alte Synagoge Magdeburg, Große Schulstraße 22 c. Außenansicht der ehemaligen Synagoge, 1938 zerstört, 1939 abgebrochen.

Bedingt durch das weitere Anwachsen der Stadt und der Gemeinde wurde jedoch in den 90er Jahren des 19. Jahrhunderts eine Erweiterung erforderlich. In einem offenen Architektenwettbewerb forderte die Gemeinde 1894 Räumlichkeiten für 1.300 Besucher (700 Männer-, 600 Frauensitzplätze), einen Vorraum für 40 Besucher, eine Orgel, ein Rabbinerzimmer, eine Wohnung für den Küster, einen Raum für das Geflügelschlachten, ein Gemeindesekretariat, einen Sitzungssaal für den Vorstand und schließlich eine Religionsschule mit 3 Klassenzimmern. Unter den 26 eingereichten Wettbewerbs-Entwürfen zeichnete die Jury den der Berliner Architekten Wilhelm Cremer und Richard Wolffenstein mit dem 1. Preis aus.
Die Gemeinde nahm jedoch statt des ursprünglich geplanten Abrisses und völligen Neubaus 1897 lediglich Um- und Ausbauten vor. Der damit beauftragte Magdeburger Architekt Alf Hurum wählte dafür einen maurisch-arabischen, orientalisierenden Stil.
Die Magdeburger Synagogengemeinde war liberal und praktizierte einen reformierten Ritus.

## Novemberpogrome 1938
Während der Novemberpogrome wurde die Synagoge von SA, SS und Hitler-Jugend im Inneren zerstört. Das in anderen Städten erfolgte in Brand setzen erfolgte in Magdeburg wegen der nahen Wohnbebauung der Altstadt nicht. Der zur Einweihung 1851 gestiftete Tora-Vorhang konnte gerettet werden und befindet sich noch heute im Besitz der Synagogengemeinde.
Im Frühjahr 1939 wurden sämtliche Gebäude der Synagoge gesprengt.

## Entwicklung nach 1945
Das auch im Zweiten Weltkrieg getroffene Areal wurde nach dem Ende der Zeit des Nationalsozialismus von der Stadt Magdeburg erworben. Es entstand dort eine Wohnbebauung mit DDR-Plattenbauten. Die wenigen der Verfolgung und dem Holocaust entgangenen und in Magdeburg verbliebenen Gemeindemitglieder bezogen neue Gemeinderäume in der Halberstädter Straße, dann in der Klausener Straße und später in der Gröperstraße.

## Erinnerung an die Alte Synagoge

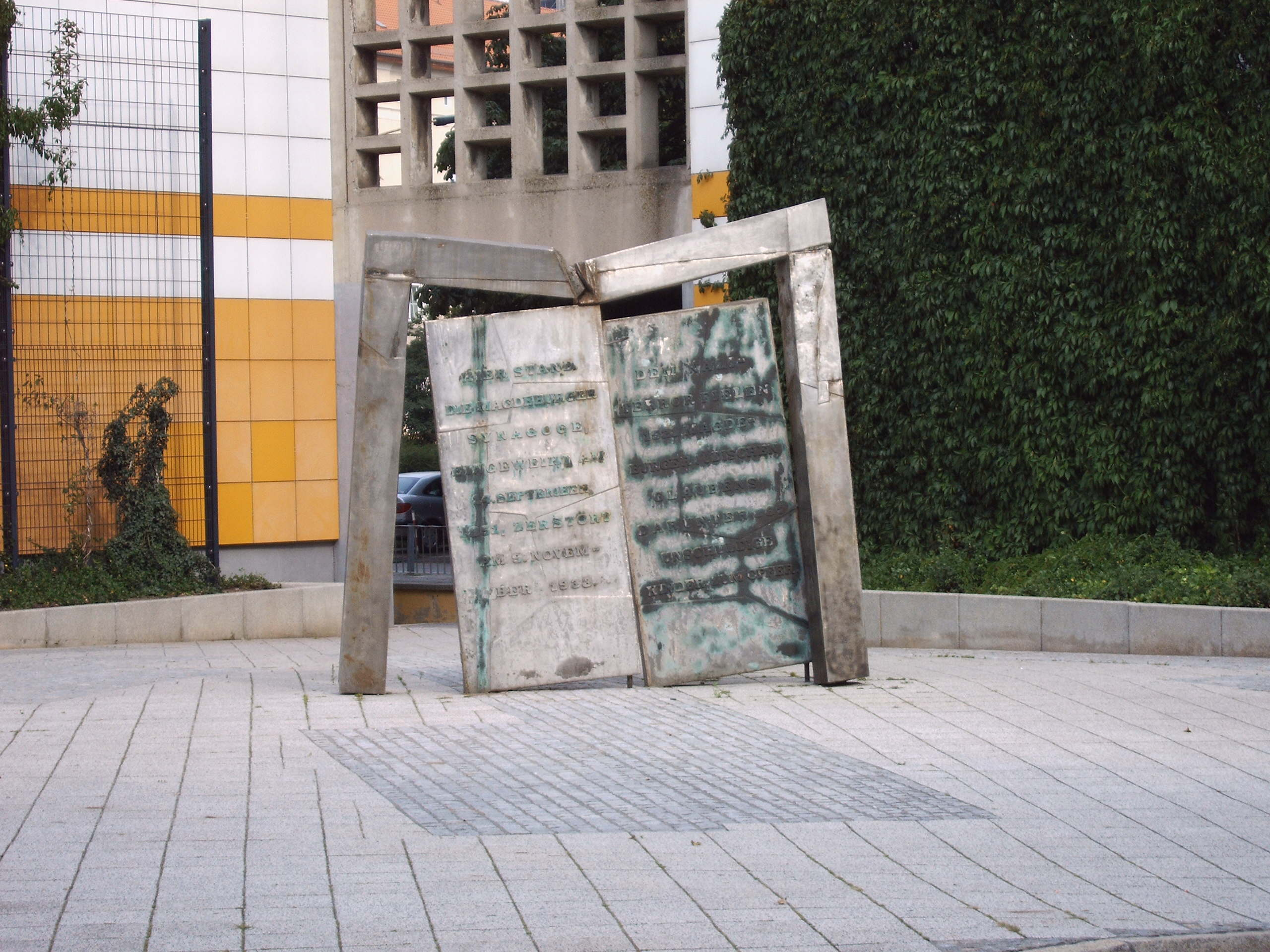
Mahnmal

Zur Erinnerung an die Synagoge wurde am 9. November 1988 ein von Josef Bzdok geschaffenes Denkmal am alten Platz der Synagoge enthüllt. Das Gelände um das Denkmal, welches zur Julius-Bremer-Straße gehörte, wurde im Mai 1999 als Platz „An der Alten Synagoge“ benannt. Im gleichen Jahr pflanzte die Ratsfraktion von Bündnis 90/Die Grünen zum Gedenken dort einen Baum. Auf dem Grundstück Julius-Bremer-Straße 3 entstand eine neue Synagoge, die am 8. Dezember 2023 geweiht und zwei Tage später offiziell eröffnet wurde.